# اوبروکرزه
اوبروکرزه (به آلمانی: Oberuckersee) یک شهر در آلمان است که در یوکرمرک واقع شده‌است. اوبروکرزه ۱٬۹۰۵ نفر جمعیت دارد.